# Enantiosemia
L'enantiosemia (dal greco ἐναντίος, enantíos, 'contrario', e σῆμα, sḗma, 'segno', sul modello del composto neoclassico ἐναντιόσημα, enantiósēma) è la caratteristica di una locuzione (in genere di singole parole, ma anche di sintagmi o morfemi) di avere due significati opposti. Si tratta di una forma di polisemia. Non va confusa con l'antonimia.

## Origine
I grammatici arabi si erano occupati del tema sin dal IX secolo e chiamavano questi termini ad'dâd (plurale di d'idd). Alcuni filologi rinascimentali, come Giulio Cesare Scaligero (1484-1558), ne avevano rilevato la presenza nelle lingue classiche: in latino, ad esempio, obesus significa sia 'grasso' sia 'magro'; il termine era già stato esaminato da Aulo Gellio (II secolo d.C.) e da Nonio Marcello (IV secolo d.C.).
Sembra che il termine ἐναντιόσημα sia stato introdotto nel 1655 dal teologo e orientalista inglese Edward Pococke (1604-1691) per indicare parole di significato opposto rintracciate in diverse lingue da lui studiate (ebraico, aramaico e arabo).
Il tema appassionò i romantici tedeschi, in particolare Franz von Baader e Johann Arnold Kanne. Georg Hegel notò che un verbo fondamentale per la dialettica, Aufheben, era usato in tedesco con i due significati opposti di 'conservare' e 'togliere'.
L'enantiosemia venne poi studiata dall'egittologo Carl Abel (1837-1906) nel suo Über den Gegensinn der Urworte ('Sul significato opposto delle parole primordiali'), pubblicato a Lipsia nel 1884. Il testo venne poi ripreso da Sigmund Freud con una pubblicazione dallo stesso titolo (1910). Per Freud, l'esistenza di significati opposti in una stessa parola era una conferma delle sue teorie sulla natura dell'inconscio. Gli esempi che Freud riprese da Abel furono aspramente criticati dal linguista francese Émile Benveniste, ma l'ipotesi di Freud non smise di affascinare gli studiosi.

## Esempi in italiano
In italiano vi sono diversi casi di enantiosemia relativa ai vocaboli. Per fare qualche esempio:
- feriale può significare sia festivo (come in periodo feriale, cioè delle ferie) sia lavorativo (come in giorni feriali, cioè "giorni di lavoro");
- avanti può significare sia prima (come in avantieri o il giorno avanti) sia poi (come in d'ora in avanti);
- storia può significare sia racconto veridico sia racconto menzognero;
- ospite può significare sia chi ospita sia chi è ospitato;
- alto può significare sia elevato (come in alta montagna) sia profondo (come in alto mare);
- sbarrare può significare sia aprire (come in sbarrare gli occhi) sia chiudere (come in sbarrare la porta);
- affittare può significare sia dare in affitto sia prendere in affitto;
- tirare, può significare sia lanciare (come tirare un sasso), sia tirare a sé (come tirare la corda).